# Gilles Van Heems
Gilles Van Heems, né le 20 août 1976, est un linguiste, étruscologue et historien français. Il est actuellement[évasif] maître de conférences en langue et littérature latine à l'Université Lumière-Lyon-II.

## Biographie
Ancien élève agrégé de lettres classiques de l'École normale supérieure, ainsi que de l'École française de Rome, il obtient en 2006, un doctorat après avoir soutenu une thèse sur Les Inscriptions funéraires étrusques dirigée par Jean-Paul Thuillier. Par la suite, il devient maître de conférence en littérature latine à l'Université Lumière-Lyon-II. Dans cette même université, il dirige des cours d'épigraphie latine et étrusque dans le cadre du Master mondes anciens, dont il fut jusqu'en 2022, le coordinateur. Enfin, toujours à l'université Lyon-II, Il est aussi chargé d'un cours magistral sur la mythologie gréco-romaine, champ de recherche sur lequel il a énormément publié.
Il est membre de l'Istituto Nazionale di Studi Etruschi e Italici et du laboratoire HISOMA basé à Lyon.

### Vie privée
D'origine niçoise, il maîtrise quatre langues modernes, l'italien, l'allemand, l'anglais ainsi que le niçois, langue pour laquelle il a créé, avec l'aide d'un ami, en 2020, un manuel de base de grammaire. Il maîtrise également le grec ancien et le latin.

## Recherche
Il co-dirigeait un programme de recherche sur les ports étrusques, financé par l’IDEX de Lyon, avant l'arrêt du projet IDEX Lyon-Saint-Etienne en 2020. Il participe actuellement à un projet collectif de recherche, lancé en 2019 par le CNRS et dirigé par Vincent Jolivet qui s'intitule : Aléria et ses territoires : approches croisées. Projet dans lequel, il s'occupe d'étudier et de publier des inscriptions funéraires étrusques en collaboration avec Dominique Briquel.

## Publications
- Dieux et héros de la mythologie grecque (avec Amy H. Blackwell, Christopher W. Blackwell et Yves D. Papin), Pour les nuls, 2007
- Les Inscriptions funéraires étrusques : élaboration, fixation et diffusion des formulaires dans la production épigraphique funéraire de langue étrusque, Lille, Atelier national de reproduction des thèses, 2008
- La variation linguistique dans les langues de l'Italie préromaine, Lyon, Maison de l'Orient et de la Méditerranée Jean Pouilloux, coll. «MOM», 2011
- Dieux et héros de la mythologie grecque, Paris, J'ai lu (nouvelle édition augmentée), 2019
- Les Grands Mythes antiques (avec Stéphanie Wyler), Paris, J'ai lu, 2019